# Rachel Boston
Rachel Boston (ur. 9 maja 1982 w Chattanoodze) – amerykańska aktorka.

## Filmografia

### Film
| Rok  | Tytuł                        | Rola                 | Uwagi                         |
| ---- | ---------------------------- | -------------------- | ----------------------------- |
| 2002 | Smoking Herb                 | Jaquelyn Mason       |                               |
| 2006 | Fifty Pills                  | Lindsay              |                               |
| 2009 | 500 dni miłości              | Alison               |                               |
| 2009 | Duchy moich byłych           | Deena the Bridesmaid |                               |
| 2010 | 10 Years Later               | Kyra Lee             |                               |
| 2011 | Chance of Showers            | Woman in Yellow      |                               |
| 2011 | The Pill                     | Mindy                |                               |
| 2011 | Who the F Is Buddy Applebaum | Janie                |                               |
| 2012 | Blind Turn                   | Samantha Holt        |                               |
| 2012 | Coming Home                  | Megan Morgan         |                               |
| 2012 | Taka piękna katastrofa       | Lexi Kivel           |                               |
| 2012 | Holiday High School Reunion  | Georgia              | film TV, też producent wykon. |
| 2012 | Black Marigolds              | Kate Cole            | też producent wykon.          |

### Telewizja
| Rok       | Tytuł                      | Rola                 | Uwagi                                        |
| --------- | -------------------------- | -------------------- | -------------------------------------------- |
| 2001      | The Andy Dick Show         | Tina                 | odc. „Professor Talcum”                      |
| 2002-2005 | American Dreams            | Beth Mason           | gł. obsada, 50 odc.                          |
| 2005      | Peep Show                  | Marsha               | pilot serialu                                |
| 2005      | Podkomisarz Brenda Johnson | Jennifer             | odc. „About Face”                            |
| 2005      | Miłość z o.o.              | Jill                 | odc. „Thick and Thin”                        |
| 2006      | Inseparable                | Steph                | pilot                                        |
| 2006      | Crumbs                     | Alison               | odc. „Maybe I'm Tony Randall”                |
| 2006      | The Loop                   | Jenna                | odc. „Jack Air”                              |
| 2006      | Happy Hour                 | Shauna               | odc. „Crazy Girls”                           |
| 2006      | Agenci NCIS                | Siri Albert          | odc. „Dead and Unburied”                     |
| 2006      | Siódme niebo               | Ms. Margo            | 3 odc.                                       |
| 2007      | The News                   | April Tarnoff        | pilot                                        |
| 2007      | Grey's Anatomy             | Rachel               | odc. „Great Expectations”                    |
| 2007      | Jordan w akcji             | Geneva Todd          | odc. „Mr. Little and Mr. Big”                |
| 2007      | Sposób użycia              | Amy                  | odc. „Flirting with Disaser”                 |
| 2007      | Las Vegas                  | Patsy                | odc. „The Glass Is Always Cleaner”           |
| 2007      | Pohamuj entuzjazm          | Waitress             | odc. „The N Word”                            |
| 2008      | Hackett                    | Audrey               | pilot                                        |
| 2008      | ER                         | Beth Ackerman        | odc. „Status Quo”                            |
| 2008-2011 | Lista ex                   | Daphne Bloom         | gł. obsada, 12 odc.                          |
| 2009      | Detoks                     | Ruby Geiler          | odc. „Split Ends”                            |
| 2009      | Eastwick                   | Charlene             | odc. „Fleas and Casserole”                   |
| 2010      | Przypadek zgodny z planem  | Brenda               | odc. „Speed”                                 |
| 2010      | Scoundrels                 | Tanya Leterre        | 3 odc.                                       |
| 2010      | Castle                     | Penny Marchand       | odc. „He's Dead, She's Dead”                 |
| 2011      | Mad Love                   | Erin Sinclaire       | odc. „Fireworks” odc. „The Spy Who Loved Me” |
| 2011–2012 | In Plain Sight             | Det. Abigail Chaffee | gł. obsada, 16 odc.                          |
| 2013–2014 | Czarownice z East Endu     | Ingrid Beauchamp     | gł. obsada, 23 odc.                          |